# 1836 (numero)
Milleottocentotrentasei (1836) è il numero naturale dopo il 1835 e prima del 1837.

## Proprietà matematiche
- È un numero pari.
- È un numero composto da 24 divisori: 1, 2, 3, 4, 6, 9, 12, 17, 18, 27, 34, 36, 51, 54, 68, 102, 108, 153, 204, 306, 459, 612, 918, 1836. Poiché la somma dei suoi divisori (escluso il numero stesso) è 3204 > 1836, è un numero abbondante.
- È un numero di Harshad nel sistema numerico decimale, cioè è divisibile per la somma delle sue cifre.
- È un numero di Ulam.
- È un numero pratico.
- È un numero semiperfetto in quanto pari alla somma di alcuni (o tutti) i suoi divisori.
- È un numero malvagio.
- È parte delle terne pitagoriche (105, 1836, 1839), (427, 1836, 1885), (765, 1836, 1989), (864, 1620, 1836), (880, 1836, 2036), (1248, 1836, 2220), (1377, 1836, 2295), (1836, 2277, 2925), (1836, 2448, 3060), (1836, 2627, 3205), (1836, 3225, 3711), (1836, 3927, 4335), (1836, 5040, 5364), (1836, 5355, 5661), (1836, 7695, 7911), (1836, 8160, 8364), (1836, 10323, 10485), (1836, 12325, 12461), (1836, 15552, 15660), (1836, 16473, 16575), (1836, 23373, 23445), (1836, 24752, 24820), (1836, 31185, 31239), (1836, 46800, 46836), (1836, 49555, 49589), (1836, 70215, 70239), (1836, 93627, 93645), (1836, 140448, 140460), (1836, 210677, 210685), (1836, 280905, 280911), (1836, 421360, 421364), (1836, 842723, 842725).

## Astronomia
- 1836 Komarov è un asteroide della fascia principale del sistema solare.

## Astronautica
- Cosmos 1836 è un satellite artificiale russo.